# Ryiem Forde
Ryiem Forde (* 23. Mai 2001) ist ein jamaikanischer Leichtathlet, der als Sprinter antritt. Im Juli 2023 wurde er Vizemeister bei den jamaikanischen Meisterschaften über 100 Meter.

## Leben
Forde besuchte das Jamaica College in Kingston, Jamaika.

### Karriere
Im Juli 2023 wurde er bei den nationalen jamaikanischen Meisterschaften über 100 Meter Zweiter und lief dabei mit 9,96 Sekunden eine neue persönliche Bestzeit über 100 Meter.
Er wurde für die Leichtathletik-Weltmeisterschaften 2023 in Budapest im August 2023 ausgewählt. Er qualifizierte sich für das Finale über 100 m, wo er Achter wurde.